# Wapień węglowy
Wapień węglowy – morska facja dolnego karbonu (dinantu), składająca się z osadów węglanowych (głównie różnych rodzajów wapieni).